# 玛丽亚族
玛丽亚族是半长轴在2.5至2.706天文单位之间，轨道倾角在12°至17°的一类小行星的总称。其中小行星170（170 Maria）是该族小行星的代表星。